# Церковь Новены (Сингапур)
 Церковь Новены  или Церковь святого Альфонса де Лигуори  — католическая церковь, находящаяся в Сингапуре. Церковь освящена в честь святого Альфонса де Лигуори. Общеупотребительное название церкви связано с небольшим сингапурским микрорайоном Новена, где данная церковь располагается.

## История
История церкви непосредственно связана с миссией католических монахов из католической монашеской конгрегации редемптористов, которые прибыли в Сингапур в 1935 году. В 1948 году они купили здание в центре Сингапура, которое в 1950 году было переоборудовано в церковь. Приход святого Альфонса стал известен среди сингапурских католиков своим богослужением вечного поклонения, которое стало проводиться в церкви святого Альфонса с 1951 года. Постепенно сама церковь и близлежащий район Новена приобрели название  по имени особого католического богослужения, совершаемого в этом храме в течение девяти дней (по-латыни — novena).
Церковь является местным католическим санктуарием, в котором хранится икона Божией Матери Вечного Поклонения. Каждую субботу при стечении многочисленных паломников в церкви проводится особенная служба, посвящённая Деве Марии.
В настоящее время приход святого Альфонса окормляют священники из ордена редемптористов.